# فرانسواز جيرو
فرانسواز جيرو. (بالفرنسية: Françoise Giroud)‏، ولدت 21 سبتمبر 1916 في لوزان، في سويسرا، وتوفيت في 19 يناير 2003 في المستشفى الأمريكي لباريس في نويي سور سين، هي صحفية وكاتبة وسياسية فرنسية.

## السيرة الشخصية
ولدت جيرو لأبوين يهوديين من المهاجرين السفارديم الأتراك، وكان والدها صالح كوردي مدير وكالة تيليغرافيك أوتومن (تلغراف عثماني) في جنيف. تعلمت في ليسيه موليير وكلية غروسلاي،  ولم تتخرج من الجامعة، وتزوجت ورُزقت بطفلين، ابن (توفي قبل وفاتها) وابنة.

## المهنة
عملت جيرو في السينما وبدأت بذلك مع المخرج مارك أليغري كمساعدة نص في نصه لعمل الأديب مارسيل بانيول «فاني» في عام 1932. وعملت بعدها مع جان رينوار في عام 1936 على مجموعة فيلم الوهم العظيم. كتبت العديد من النصوص السينمائية فيما بعد، وأكملت عمل 30 كتابا بالطول الكامل كما كتبت أعمدة الصحف.
عملت كرئيسة تحرير لمجلة إل من عام 1946 (بعد فترة وجيزة من تأسيسها) وحتى عام 1953، حيث أسست وجان جاك سِرفان-شريبير المجلة الإخبارية الفرنسية لوكسبريس. حررت في مجلة لوكسبريس حتى عام 1971 ثم أصبحت مديرة لها وبقيت كذلك حتى عام 1974، عندما طُلب منها المشاركة في الحكومة الوطنية الفرنسية.
كانت جيرو رئيسة لمنظمة العمل ضد الجوع من عام 1984 إلى عام 1988، ومن ثم كانت رئيسة لجنة لتحسين مبيعات تذاكر السينما من عام 1989 وحتى عام 1991، وهي ناقدة أدبية لصحيفة لو جورنال دو ديمونش، وساهمت بعمود أسبوعي في مجلة لو نوفل أوبسرفاتو من عام 1983 وحتى وفاتها.
توفيت في المستشفى الأمريكي في باريس أثناء تلقيها العلاج بسبب جرح في رأسها في حادث سقوط.

## الحياة السياسية
رشح الرئيس الفرنسي فاليري جيسكار ديستان جيرو لتشغل منصب وزيرة الدولة لشؤون المرأة في عام 1974، حيث شغلته من 16 تموز/يوليو عام 1974 حتى 27 آب/أغسطس في عام 1976، حيث عُينت بعدها كوزيرة للثقافة وبقيت في هذا المنصب حتى آذار/مارس عام 1977 بمجمل خدمة مدتها 32 شهرا.
عملت في خزائن جاك شيراك وريمون بار، وكانت عضوا في الحزب الراديكالي، وأُدرجت مهنتها على وثائق الانتخابات كصحفية.

## نشاطات أخرى
تلقت جيرو وسام جوقة الشرف، وأدارت إي سي إف من عام 1984 حتى عام 1988، وهي مؤسسة خيرية فازت بجائزة نوبل.
عبرت جيرو عن هدفها في إخراج فرنسا «من روتينها». وقالت إن الأميركيين امتلكوا الخطة الصحيحة، حيث لم يدخلوا في حالة الروتين. دُهشت بـ «قدر التفاؤل والبهجة» الذي وجدته في مدينة نيويورك خلال زيارتها الأولى بعد فترة وجيزة من انتهاء الحرب العالمية الثانية، وبقيت على هذا الرأي: «هناك قوة في الولايات المتحدة نميل في أوروبا إلى التقليل من شأنها.»
ظهرت جيرو على شاشة التلفزيون الفرنسي في فترة الثمانينات من عمرها، في برنامج «100 سنة» (الذي يستكشف إمكانية أن تصل لعمر المائة). ظهرت بوجه وأيدي مضمدة بسبب حادثة سقوط قبل البدء بالتصوير. طُلب منها أن توصي بالنظام الغذائي الذي يوفر طول العمر، فأجابت «شرائح اللحم المقطع والسلطات». حاولت ولكنها فشلت في أن تقشر تفاحة بيديها المضمدتين، ومن ثم انفجرت ضحكا عندما لم تقدر على فعل ذلك.
أشارت العديد من المقالات الصحفية التمجيدية حول ذكرى وفاتها إلى روح النكتة لديها.
ذكرت لوكسبريس في إصدار خاص غطى وفاة جيرو:
«خسرت النساء في كل مكان شخصا مهما، حيث دافعت السيدة جيرو عنهن بذكاء وقوة.»

## الأعمال المنشورة
- فرانسواز جيرو تقدم كامل باريس (1953).
- صور جديدة (1954).
- الرواية الغامضة: صور الشباب (1958).
- أنا أعطيك كلامي (1973).
- كوميديا السلطة (1977).
- ما أؤمن به (1978).
- المتعة الجيدة (1983).
- امرأة جديرة بالاحترام (1981) (نشرت بالإنكليزية باسم ماري كوري: حياة، عام 1986).
- المتعة الجيدة (نص سينمائي) (1984).
- ديور (1987).
- ألما ماهلر، أو فن الحب (1988).
- دروس خاصة (1990).
- ماري كوري، امرأة جديرة بالاحترام (مسلسل تلفزيوني) (1991).
- جيني ماركس أو زوجة الشيطان (1992).
- الرجال والنساء (مع برنارد هنري ليفي عام 1993).
- جورنال دي باريزيان (1994).
- شائعة العالم: صحيفة 1997 و1988 (1999).
- لا يمكن أن نكون سعداء طيلة الوقت: قصة (2000).
- حدث بالأمس: صحيفة 1999 (2000).
- مهنة الصحفي: محادثات مع مارتين دي رابودي (2001).
- غدا الآن: صحيفة 2000-2003 (2003).

### الفيلموغرافيا
- فانتوماس (1946).

## روابط خارجية
- فرانسواز جيرو على موقع IMDb (الإنجليزية)
- فرانسواز جيرو على موقع مونزينجر (الألمانية)
- فرانسواز جيرو على موقع أول موفي (الإنجليزية)
- فرانسواز جيرو على موقع قاعدة بيانات الفيلم (الإنجليزية)

- http://www.rts.ch/archives/tv/information/a-temoin/3446439-francoise-giroud.html Françoise Giroud, en 1977, évoque son expérience de femme en politique], une archive de la Télévision suisse romande
- http://www.ina.fr/personnalites/francoise-giroud Françoise Giroud en vidéo sur ina.fr